# Радлов, Василий Васильевич
Васи́лий Васи́льевич Ра́длов (при рождении Фридрих Вильгельм Радлов, нем. Friedrich Wilhelm Radloff; 5 [17] января 1837, Берлин, Королевство Пруссия — 12 мая 1918, Петроград, РСФСР) — российский востоковед, этнограф, археолог и педагог немецкого происхождения. Стоял у истоков сравнительно-исторического изучения тюркских языков и народов — тюркологии. Опубликовал орхоно-енисейские надписи. На протяжении многих лет (с 1894 года) заведовал Кунсткамерой. Прадед Вильяма Барабанова.

## Биография

### Юность и образование
Родился в семье городского комиссара полиции; был единственным сыном. По окончании гимназии поступил в 1854 году на философский факультет Берлинского университета. Первоначально увлекался теологией, но затем заинтересовался сравнительно-историческим языкознанием — слушал лекции Ф. Боппа. Два семестра слушал в Галльском университете лекции А. Ф. Потта по индоевропеистике и исторической фонетике. Увлекшись востоковедением, стал учеником географа К. Риттера, начал брать уроки восточных языков у X. Штейнталя и В. Шотта. Под влиянием последнего у молодого Радлова сформировался интерес к уральским и алтайским языкам, и он принял решение отправиться в Россию с целью их изучения. Для этого он стал изучать русский язык.
20 мая 1858 г. Радлов успешно защитил в Йенском университете диссертацию на тему «О влиянии религии на народы Азии» и был удостоен степени доктора философии.

### Приезд в Россию
В июне 1858 года Радлов прибыл в Санкт-Петербург для занятий при Азиатском музее, имея при себе рекомендательное письмо от В. Шотта. Некоторое время зарабатывал на жизнь частными уроками. В Петербурге Радлов встретился с российским дипломатом бароном П. К. Мейендорфом, который предложил ему занять место преподавателя немецкого и латинского языков в Барнаульском горном училище, которое преобразовывалось в гимназию. Это позволило бы Радлову изучать языки Алтая непосредственно в языковой среде и он, сдав 19 марта 1859 года экзамен на звание учителя немецкого языка в гимназиях и 11 мая того же года приняв присягу на верность и подданство России, спустя три дня, 14 мая, он получил официальное назначение в Барнаул. За ним последовала его невеста, народная учительница Паулина Августовна Фромм, с которой он обручился ещё в Германии. С этого времени Фридрих Вильгельм Радлов стал именоваться Василием Васильевичем Радловым.

### Барнаул и Алтай
На Алтае В. В. Радлов начал целеустремленное изучение местных тюркских языков, фольклора и истории. Летом 1860 года он использовал свой отпуск для поездки в Бийск, где собирал языковой материал в полевых условиях. Ему удалось убедить зайсана прислать с Алтая в Барнаул местного жителя для занятий с ним языком. Днём Радлов преподавал в окружном горном училище, а по вечерам занимался с информантом. В течение зимы 1860—1861 гг. он достаточно продвинулся в освоении разговорной речи для того, чтобы быть в состоянии общаться с местными жителями во время ежегодных летних поездок. Аналогичным образом он овладевал и другими местными наречиями.
В Барнауле Радлов женился на Паулине Фромм, бывшей его невестой с 1858 года; там же у них родилось 5 детей. В семье придерживались лютеранских традиций.
Со временем Радлову удалось побывать в Средней Азии и расширить круг изучаемых языков. По истечении пятилетнего срока командировки учёный отправился в Петербург, чтобы продлить её. В достижении этого ему помогла фрейлина Эдит фон Раден. Пребывание в Петербурге Радлов использовал для расширения научных знакомств.
Вернувшись в Барнаул, Радлов продолжил свои поездки по краю и полевые исследования. Всего за период своего пребывания на Алтае Радлов совершил десять ежегодных (с перерывом в 1864 году) поездок к уйгурам, алтайцам, телеутам, шорцам, кумандинцам, тувинцам, казахам, киргизам, абаканским татарам (хакасам), западно-сибирским татарам, китайцам. Кроме того, с 1866 года он начал публиковать результаты своих штудий. В этом году вышел первый том его знаменитого труда «Образцы народной литературы тюркских племен…» (собрание текстов на тюркских языках с немецким переводом). Второй том вышел в 1868 году, а третий — в 1870 году. Это было выдающееся по охвату лингвистического и фольклорного материала издание, которое сразу же сделало имя В. В. Радлова хорошо известным в научном мире. До 1896 года было издано ещё четыре тома «Образцов».
Стоит особо отметить роль В. В. Радлова в изучении истории уйгурского народа, выраженную в его уникальном труде «К вопросу об уйгурах» 1893 года. В этом уникальном труде он, опираясь на труды средневековых учёных, в особенности работы Рашид ад-Дина о монгольских завоевателях «Джами ат-таварих», делает тонкий анализ этногенеза уйгурского народа и его истории.
В 1870 году записал и опубликовал произведение казахского фольклора «Акбала» в книге «Образцы народной литературы тюркских племен, живущих в Южной Сибири и Джунгарской степи». В произведении рассказывается о несчастной любви девушки Акбалы и юноши Боздака.
Помимо исследований языка и фольклора, В. В. Радлов занимался также археологическими раскопками на Алтае, в Барабинской и Киргизской степи, Минусинской котловине, различных районах Средней Азии. С 1863 по 1869 годы при его участии было раскопано около 150 курганов, в том числе всемирно известный Большой Катандинский и Берельский курган, давшей название одноимённому этапу развития культуры кочевников Восточного Казахстана эпохи раннего железного века (V—IV века до н. э.). По заключению специалистов, Радлов вёл свои археологические раскопки на высоком профессиональном уровне, образцовом для того времени. Он сам разрабатывал новые приёмы изучения древних памятников, стремился к совершенствованию уже существующих.
На Алтае Радлов сформировался как тюрколог-универсал, равно глубоко интересовавшийся диалектологией, лексикографией, лексикологией, сравнительной и исторической фонетикой, грамматикой тюркских языков, этнографией и археологией, фольклором и историей народов Алтая и Западной Сибири.

### Казань
В 1871 В. В. Радлов отправился в Санкт-Петербург для выяснения своей дальнейшей судьбы. По пути он остановился в Казани, где неожиданно для себя получил приглашение занять место инспектора татарских, башкирских и киргизских мусульманских школ Казанского учебного округа. Инициатива назначения Радлова на этот пост исходила от известного востоковеда Н. И. Ильминского , занимавшего тогда должность профессора турецко-татарского языка в Казанском университете.
Прибыв в Петербург, В. В. Радлов успешно решил все организационные вопросы. Содействие ему оказали министр народного образования Д. А. Толстой и председатель Государственного Совета Великий князь Константин Николаевич. Радлов не только получил назначение в Казань и добился положительного решения всех организационных вопросов, но и исхлопотал для себя научную командировку за границу для получения нового опыта и приобретения учебных пособий для работы в Казани. Воспользовавшись случаем, Радлов навестил в Берлине своих родителей.
Зимой 1872 В. В. Радлов приступил к исполнению своих обязанностей в Казанском учебном округе. Сталкиваясь со значительными трудностями, он занялся учреждением учительской семинарии, открытием женской школы, сам принимал участие в написании и редактировании школьных учебников.
Параллельно он изучал тюркские языки Поволжья, участвовал в деятельности Общества любителей естествознания, антропологии и этнографии при Казанском университете, а также опубликовал ряд работ. В университете Радлов познакомился с выдающимся лингвистом И. А. Бодуэном де Куртенэ. Участие в заседаниях лингвистического кружка, группировавшегося вокруг Бодуэна де Куртенэ, позволило Радлову значительно повысить свою общетеоретическую языковедческую компетенцию.

### Санкт-Петербург — Петроград
В конце 1884 года В. В. Радлов вернулся в Петербург.
Н. И. Ильминский, бывший членом-корреспондентом Императорской академии наук с 1870 г., получил приглашение баллотироваться в академики, но отказался от этой чести по личным обстоятельствам и рекомендовал кандидатуру Радлова. Не исключено, что одним из мотивов Ильминского, консерватора и сторонника Победоносцева, было недовольство растущим влиянием Радлова в Казани. Рассмотрев это предложение, Академия согласилась с ним. 7 ноября 1884 г. В. В. Радлов был избран ординарным академиком Императорской Академии наук по части истории и древностей азиатских народов. Вскоре он был назначен директором Азиатского музея; на этой должности проработал до 1890.
В Академии Радлов столкнулся с антинемецкими настроениями ряда коллег. Их пропагандой занимался, по-видимому, В. Д. Смирнов, опубликовавший незадолго до этого крайне негативную рецензию на радловскую «Сравнительную грамматику», в которой обвинил автора в плагиате, недобросовестном использовании материалов, собранных ранее русскими миссионерами.

#### Работа в Императорской академии наук
В Петербурге Радлов продолжал интенсивно работать. Он вёл дальнейшие исследования тюркских языков и культур, издал большое количество работ и несколько памятников, продолжал заниматься научными поездками и экспедициями. В 1886 Радлов совершил поездку в Крым для изучения языка крымских татар, а в 1887 — в Литву и Волынь для исследования языка караимов.
Именно Радлов организовал и возглавил знаменитую Орхонскую экспедицию в Монголию (1891), в ходе которой были открыты орхоно-енисейские рунические надписи. Радлову удалось найти ключ к чтению более десяти знаков, однако первенство в дешифровке принадлежит датскому лингвисту В. Томсену, объявившему в 1893 об окончательной дешифровке письменности. В 1894 Радлов, основываясь на своих и томсеновских разработках, завершил перевод и осуществил публикацию орхонских памятников. Год спустя, в 1895, используя кроме своих материалов данные финских экспедиций, он опубликовал переводы 40 енисейских надписей. С 1892 по 1903 было опубликовано пятнадцать выпусков «Сборника трудов Орхонской экспедиции».
В 1898 Радлов организовал Турфанскую экспедицию (Центральная Азия) во главе с Д. А. Клеменцом. Он же первым начал изучение и публикацию обнаруженных Клеменцом древнеуйгурских памятников. Большое значение для развития российского уйгуроведения имело подготовленное и осуществлённое Радловым издание уйгурского текста Сутры золотого блеска.
В 1899 Радлов опубликовал транскрипцию и перевод надписи на стеле в честь Тоньюкука, советника и соратника тюркского кагана Кутлуга (начало VIII века).
В марте 1903 Радлов выступил одним из инициаторов создания Русского комитета по изучению Средней и Восточной Азии, обязанности председателя которого он исполнял вплоть до самой своей смерти в 1918. Комитет организовал ряд экспедиций в Сибирь, обогативших коллекции Музея антропологии и этнографии. Параллельно Радлов возглавлял правление Общества изучения Сибири и улучшения быта её народов, активно участвовал в работе Императорского Русского географического общества, Общества русских ориенталистов, Императорского общества востоковедения и др.
В. В. Радлов никогда не преподавал на факультете восточных языков Университета и не был официально связан с университетом. Однако он вел приватные занятия с востоковедами, особенно с тюркологами. Многие зарубежные научные ассоциации, общества и университеты числили В. В. Радлова почётным членом, он был удостоен многочисленных отечественных и зарубежных наград. В 1912 году был пышно отмечен 75-летний юбилей учёного.

#### Руководство Музеем антропологии и этнографии
В 1894 скончался академик Л. И. Шренк, первый директор МАЭ, и в Императорской Академии наук возникла сложная ситуация в связи с заполнением вакансии. Физико-математическое отделение Академии, в чьи функции прежде входило избрание директора музея, не смогло предложить достойной кандидатуры. На объединённом заседании физико-математического и историко-филологического отделений, проходившем 16 марта под председательством президента Императорской Академии наук великого князя Константина Константиновича, было решено поручить выборы нового директора МАЭ историко-филологическому отделению. В тот же день последнее путём выборов поручило академику В. В. Радлову возглавить Музей. До того Радлов шесть лет занимал должность директора Азиатского музея и имел опыт организации музейной работы.
Свои новые обязанности Радлов выполнял с неистощимым рвением, внеся значительный вклад в развитие музея. Новый директор привлёк к работе в МАЭ и сбору коллекций многих видных специалистов по этнографии Сибири и Востока — Б. Ф. Адлера, Л. Я. Штернберга, С. М. Широкогорова и многих других. Среди лиц, приглашённых Радловым к сотрудничеству, было немало бывших «политических», находившихся на плохом счету из-за своих связей с антимонархическим движением, как, например, В. Г. Богораз, В. И. Иохельсон, Д. А. Клеменц, В. Н. Васильев. За годы руководства Радлова штат музейных сотрудников значительно возрос.
Особое внимание Радлов уделял целенаправленному формированию музейных коллекций по народам, прежде не представленным в МАЭ. Дарителями выступали путешественники (в том числе Н. М. Пржевальский), коллекционеры, государственные служащие. С целью поощрения дарителей Радлов добивался награждения их орденами или повышения их в чине. Так, царскими орденами были награждены кяхтские купцы первой гильдии А. А. Лушников и Г. М. Осокин. При Радлове начал осуществляться обмен коллекциями и отдельными экспонатами с зарубежными этнографическими музеями.
Радлов активно использовал своё высокое общественное положение для достижения осуществления нужд музея. Будучи тайным советником, он не стеснялся, по его собственному выражению, «антишамбрировать» (от фр. antichambre, «передняя, приёмная»), то есть ждать очереди в приёмных высокопоставленных особ, подавать в различные инстанции докладные записки с просьбами. Именно Радлов, воспользовавшись подготовкой к празднованию 200-летия Санкт-Петербурга, добился переноса в МАЭ из Эрмитажа Галереи Петра I и переименования музея в Музей антропологии и этнографии имени Петра Великого, что укрепило авторитет и положение учреждения. 5 марта 1914 Музей по приглашению Радлова посетил император Николай II.
С целью финансирования МАЭ для приобретения коллекций в стране и за рубежом, а также улучшения условий хранения предметов и организации новых выставок, Радлов выступил с инициативой создания Попечительского совета, в состав которого вошли многие состоятельные особы. Так, на средства члена совета В. Ю. Шотлендера был достроен третий этаж музейного здания. Другой член совета, Б. А. Игнатьев финансировал в 1914 научную экспедицию супругов Мерварт в Индию.
Большое внимание В. В. Радлов уделял регистрации старых коллекций и новых поступлений. По примеру копенгагенского музея в МАЭ была введена система двойной нумерации: при регистрации каждый экспонат получал одновременно коллекционный и порядковый номера, причём последний вследствие сложности предмета мог сопровождаться дополнительными индексами. К регистрации привлекались без исключения все штатные и нештатные сотрудники Музея; сам директор тоже занимался регистрацией коллекций. Собственные экспедиционные сборы и полученные подарки он всегда передавал в МАЭ (коллекции № 429, 451, 1033, 1489 и др.). В 1902 Радлов положил начало библиотеке МАЭ, подарив Музею своё обширное книжное собрание.
С 1900 МАЭ стал выпускать собственное печатное издание — «Сборник музея антропологии и этнографии». К 1910 выставочные площади музея выросли в 4 раза, что дало возможность открывать новые экспозиции.
До самой своей смерти В. В. Радлов продолжал плодотворно трудиться на благо Музея, несмотря на преклонный возраст и трудные условия жизни. Он строил грандиозные планы по созданию Государственного музея антропологии, этнографии и археологии, подготовив по этому вопросу обстоятельную записку.
Консультировал создание знаменитой серии фарфоровых статуэток «Народности России».

### Кончина
В. В. Радлов скончался 12 мая 1918. Был похоронен на лютеранской части Смоленского кладбища. Как отметил в некрологе известный антрополог и этнограф С. М. Широкогоров, «в лице Василия Васильевича русская наука потеряла одного из самых блестящих своих представителей».
Учёный персонал МАЭ 20 мая почтил память В. В. Радлова на чрезвычайном заседании. Было решено ежегодно в день его рождения (5 января по старому стилю) «устраивать годовое совещание, посвящённое итогам работы Музея за истекший год и выработке плана музейной и научно-издательской деятельности будущего года. К этому дню желательно приурочивать представление в рукописях работ, предназначенных для ближайшего тома „Сборника Музея…“. На всех томах и выпусках этого издания указывать, что он основан В. В. Радловым…, устраивать периодические вечера с присвоением им наименований „Радловских“, которые могли бы посещаться и лицами, не принадлежащими к музейной корпорации, но интересующимися этнографией и востоковедением, для научного обмена мнениями в указанных областях знаний… Введённые В. В. Радловым в практику Музея периодические совещания сотрудников как важное средство научного общения и дружеской согласованной работы должны быть сохранены и получить своё дальнейшее развитие».
Принятое решение, однако, выполнялось недолго. В эпоху господства «нового учения о языке» научная деятельность Радлова как не поднявшегося «выше уровня буржуазных учёных царской России» оценивалась весьма критически, его обвиняли в пантюркизме, а многих учеников (например, А. Н. Самойловича) репрессировали.

## Память о Радлове
С 2002 в МАЭ ежегодно проводятся (как правило, в декабре) трёхдневные «Радловские чтения», собирающие этнографов, антропологов, фольклористов и музееведов, работающих с самым разным (не только тюркским или сибирским) материалом. Издаются материалы конференции.
Именем Радлова названы улицы в городах Барнаул, Горно-Алтайск, Астана и Алма-Ата, а также немецкая школа в Астане.

## Сочинения
- Proben der Volkslitteratur der türkischen Stämme Südsibirien (Образцы народной литературы тюркских племен, живущих в Южной Сибири и Джунгарской степи), тексты и немецкий перевод; Санкт-Петербург, 1866—1872, т. 1-4;
  - Die sprachen der nördlichen türkischen Stämme (Нарѣчія сѣверныхъ тюркскихъ племенъ); Санкт-Петербург, 1882—1896, т. 5-7;
  - Die sprachen der türkischen Stämme (Нарѣчія тюркскихъ племенъ); Санкт-Петербург, 1899—1907, т. 8-10;
- Vergleichende Grammatik der nördlichen Türksprachen. Th. I. Phonetik. (Сравнительная грамматика северных тюркских языков. Т. I. Фонетика), Лейпциг, 1882—1883;
- Wörterbuch der Kinai-Sprache (Словарь кинайского языка), Санкт-Петербург, 1874;
- Анализ болгарских числительных имен, в известиях Албекри и др. авторов (1878),
- Die Lautalternation und ihre Bedeutung für die Sprachenentwickelung (Гармония гласных и её значение для развития языков; в «Verhandlungen des fünften internationalen Orientalisten Congress»), Берлин, 1882;
- Zur Sprache der Komanen (О языке куманов; в «Internationale Zeitschrift fur allgemeine Sprachwissenschaft»), Лейпциг, 1884—1885;
- Versuch eines Wörterbuches der Türkdialecte, (СПб., 1888 и сл.) / Опыт словаря тюркских наречий. т. I—IV. СПб., 1888—1911. Том 1. Часть 1. Том 1. Часть 2. Том 2. Часть 1. Том 2. Часть 2.
- Die alttürkischen Inschriften der Mongolei (Древнетюркские надписи Монголии), вып. 1 и 2, СПб., 1894, 1899;
- Observations sur les Kirghis (Заметки о киргизах), Париж, 1864;
- Мифология и миросозерцание жителей Алтая («Восточное Обозрение», 1882, № 7 и 8, 1883, № 8),
- Ethnographische Übersicht der Türkstämme Sibiriens und der Mongolei (Этнографический обзор тюркских племён Сибири и Монголии), Лейпциг, 1884;
- Aus Sibirien (Из Сибири), Лейпциг, 1884 (русский перевод 1989);
- Das Schamanemtum und seine Kultus (Шаманство и его культ), Лейпциг, 1885;
- Сибирские древности (в «Материалах по археологии России, издаваемых Императорской археологической комиссией»), Санкт-Петербург, 1888;
- Altas der Alterthümer der Mongolei (Атлас монгольских древностей), Санкт-Петербург, 1892.
- Сибирские древности : из путевых записок по Сибири / пер. с нем. и предисл. А. А. Бобринского. — СПб., 1896. — 70 с.